# لیودمیلا اولیتسکایا
لودمیلا اولیتسکایا (روسی: Людмила Евгеньевна Улицкая؛ زادهٔ ۲۱ فوریهٔ ۱۹۴۳) نویسنده، و پدیدآور روس.
لودمیلا اولیتسکایا یکی از نثر نویسان بزرگ معاصر روسیه، نویسنده‌ای که امروزه آثارش به ۳۲ زبان جهان خوانده می‌شود و جوایز ادبی زیاد روسی و خارجی را دریافت کرده‌است
اوایل سال‌های ۱۹۹۰ میلادی کتاب او به نام «سونیچکا» منتشر شد که بلافاصله به زبان فرانسه ترجمه و جایزه «مدیچی» فرانسه در ازای «استعداد غیرعادی نویسنده» را دریافت کرد.
لودمیلا اولیتسکایا، نویسنده ده‌ها مجموعه کتاب قصه‌ها، نمایشنامه‌ها و چند داستان است. اما ۵ رمان او باعث شهرت این نویسنده شده‌است. مهم‌ترین آن‌ها «مترجم دانیئل اشتاین» است که یک اثر عمیق می‌باشد که جایزه ادبی «کتاب بزرگ» روسی را نصیب او کرد.
اولین رمان اولیتسکایا «قضیه کوکوتسکی» تبیدل به سریال تلویزیونی شده‌است.
همانا این «سمت گیری بسوی همه» جذابیت آثار اولیتسکایا را از سوی کارگردانان تئاتر و سینما بیشتر می‌کند. اثر او به نام» مربای روسی» نمایشنامه‌ای با یادداشت نویسنده تحت عنوان «پس از چخوف» در تئاترهای زیاد روسیه روی صحنه می‌رود.

## کتاب‌های ترجمه‌شده به فارسی
- زیبا (مجموعه داستان کوتاه)، گردآوری و ترجمه مهناز صدری، ثالث، ‏‫۱۳۹۳. ‬
- تدفین پارتی، ترجمه یلدا بیدختی‌نژاد، برج، ‏‫۱۳۹۸. ‬
- مربای روسی (نمایشنامه در سه پرده)، ترجمه مریم شفقی، هرمس‏‫، ۱۳۹۹. ‬
- فقط یک طاعون ساده، ترجمه آبتین گلکار، برج، ۱۴۰۰.
- سونیچکا، ترجمه بابک شهاب، وال، ۱۴۰۰.
- چادر سبز بزرگ، ترجمه مریم انصاری سعید، برج، ۱۴۰۱.
- بی‌بی پیک، ترجمه الهام کامرانی، چشمه، ۱۴۰۱.